# Gerrie Voets
Gerrie Voets (Roosendaal, 2 november 1961) is een Nederlands voormalig voetballer die als middenvelder en aanvaller speelde.
Voets kwam op zesjarige leeftijd in de jeugd bij RBC. Tussen 1983 en 1994 speelde hij in het eerste elftal van RBC en hij is met 76 doelpunten algeheel clubtopscorer. In 1994 werd hij door trainer Wim Koevermans naar het tweede elftal teruggezet en hierna ging hij bij de amateurs van SC Gastel spelen. Na een paar jaar niet gespeeld te hebben speelde hij nog voor RKVV Rimboe.